# Frauen vom Gnadenstein
Frauen vom Gnadenstein  è un film muto del 1920 diretto da Robert Dinesen e Joe May. Quest'ultimo fu anche produttore della pellicola e sceneggiatore insieme a Thea von Harbou.
Fu l'esordio sullo schermo di Harry Hardt, un attore teatrale che intraprese con questo film una lunga carriera cinematografica e televisiva che l'avrebbe portato a recitare in oltre duecento film.

## Produzione
Il film fu prodotto dalla May-Film GmbH (Berlin).

## Distribuzione
Fu distribuito dall'Universum Film (UFA), venne presentato in prima a Berlino il 21 gennaio 1921.